# Чарлз Ерскін
Чарлз Ерскін (лат. Carolus Erskine, англ. Charles Erskine; нар. 13 лютого 1739, Рим, Папська держава — пом. 20 березня 1811, Париж, Перша Французька імперія) — італійський куріальний кардинал, церковний сановник і дипломат. Кардинал-протектор Шотландії з 22 січня 1804 року до 20 березня 1811 року. Про-секретар апостольських бреве з 28 березня 1803 року до 20 березня 1811 року. Кардинал-диякон з 23 лютого 1801 року, з титулярною дияконією Санта-Марія-ін-Портіко-Кампітеллі з 28 березня 1803 року до 20 березня 1811 року.
Один із найосвіченіших кліриків свого часу. Вільно володів п'ятьма мовами. Талановитий юрист і дипломат він став першим надзвичайним послом Святого Престолу в Лондоні після Реформації.

## Біографія

### Сім'я й освіта
Чарлз Ерскін народився в Римі 13 лютого 1739 року у сім'ї Коліна Ерскіна й Агати, уродженої Джильї. По батьковій лінії він був онуком шотландських аристократів — Александера Ерскіна з Кеймбоу, 2-го баронета та леді Енн Ерскін, дочки Александера Ерскіна, 3-го графа Келлі та Енн Кілпатрік. По материнській лінії походив з італійського дворянського роду Джильї з Ананьї.
Батько Чарлза був якобітом і познайомився з його матір'ю в Римі, де перебував у вимушеній еміграції. Він помер, коли Чарлз був ще дитиною. З ранніх років йому сприяв кардинал Генріх Бенедикт Стюарт, герцог Йоркський. Освіту Чарлз здобув у Шотландському коледжі у Римі, після закінчення якого мав успішну адвокатську практику. У 1770 році він захистив ступінь доктора юридичних наук в університеті Сап'єнца. Свій перший церковний бенефіцій Чарлз отримав через шість років. До початку церковної кар'єри він деякий час служив аудитором у князів Кіджі.

### Церковна кар'єра
У 1782 році папа римський Пій VI призначив його своїм про-аудитором і зміцнювачем віри на процесах з беатифікації та канонізації, а також каноніком собору Святого Петра. Вже наступного року він отримав місце судді Найвищого трибуналу апостольської сигнатури милості, його призначили прелатом папи римського та деканом колегії адвокатської консісторії. 28 серпня 1783 року його висвятили в субдиякони.
У жовтні 1793 року Чарлза відправили як папського легата у королівство Великої Британії. Одним із завдань його місії було прояснення можливості союзу між Лондоном та Римом проти Французької Республіки. Талант дипломата допоміг йому встановити чудові стосунки з британським королівським двором та міністерствами. Чарлз домігся монаршої протекції для французьких біженців-кліриків на території королівства. Він врегулював конфлікт між апостольським вікарієм і місцевими католиками, знизив градус антикатолицьких настроїв у протестантській країні.
Під час перебування Чарлза у Лондоні папа римський призначив його повноважним аудитором, а у 1795 році надав йому додаткові повноваження як надзвичайному послу. Промова Чарлза з нагоди смерті понтифіка, прочитана ним під час поминальної меси в Лондоні 16 листопада 1799 року, стала першою такою промовою з часу Реформації. Вважаючи конкордат з Французькою Республікою, який утискає інтереси Римо-католицької церкви в цій країні, Чарлз, проте, на виконання його умов просив французьких єпископів-біженців на території королівства Великої Британії піти на спокій. На прохання відгукнулися лише п'ятеро із чотирнадцяти ієрархів. У грудні 1801 року Чарлз залишив Лондон. Дорогою до Риму він зупинився у Парижі, де був присутнім під час затвердження конкордату Законодавчим корпусом і Трибунатом.

### Пізні роки
Чарлз повернувся до Рима у жовтні 1802 року. Тут 17 січня 1803 року його офіційно возвели в сан кардинала-диякона. Раніше папа римський Пій VII надав йому це звання таємно на консисторії 23 лютого 1801 року. 28 березня 1803 року Чарлз отримав титулярну дияконію при церкві Санта-Марія-ін-Кампітеллі. Як член Священної Конгрегації пропаганди віри, він займався питаннями, які стосувалися британських католиків. З цієї причини папа римський призначив його кардиналом-протектором Шотландії та Шотландського коледжу в Римі. Його висвятили у сан диякона 22 січня 1804 року.
Під час вторгнення французької армії до Риму Чарлз залишився в Квіринальському палаці, разом з папою римським. 14 вересня 1808 року він отримав місце про-секретаря апостольських бреве. Коли Пія VII взяли під варту Чарлзу дозволили вийти на волю, але його майно пограбували. Йому загрожувала бідність, від якої кардинала врятувала допомога шотландських родичів-протестантів. У 1809 році надійшов наказ імператора Наполеона I доставити його до Парижа. Хворий Чарлз, який страждав на ревматизм в області попереку, у січні 1810 року був змушений залишити Рим. Після прибуття до Парижа кардинал зліг, і з цієї причини був присутній лише на цивільній церемонії одруження імператора та був відсутній на обряді вінчання. Чарлз Ерскін помер 20 березня 1811 року від апоплексії. Після панахиди в церкві святого Фоми Аквіната у Парижі, його поховали у церкві святої Геновефи, яка нині є Пантеоном.